# Volksraad (Holenderskie Indie Wschodnie)

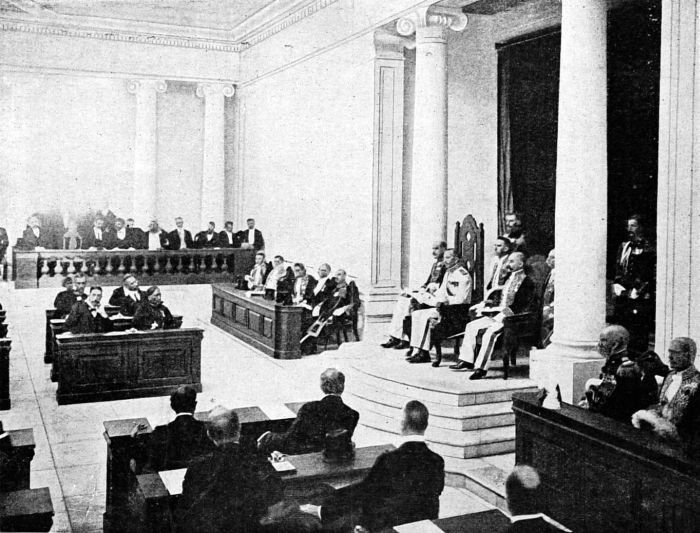
Otwarcie Volksraadu, maj 1918

Volksraad (dosł. Rada Ludowa) – organ doradczy funkcjonujący w Holenderskich Indiach Wschodnich.
Utworzony w 1917, choć czasem w źródłach pojawia się też data 1916. Pracę rozpoczął w maju 1918. Początkowo składał się z 48, a od 1925 z 60 deputowanych. Część z nich była mianowana przez gubernatora generalnego, część natomiast pochodziła z wyboru. Prawo wyborcze było niemniej bardzo restrykcyjne, wykluczając z procesu wyłaniania Volksraadu ogromną większość indonezyjskiej populacji.
Kadencja Volksraadu pierwotnie trwała trzy lata, później została wydłużona do czterech. Miał możliwość odrzucania projektów ustaw, jednakże rząd kolonialny mógł owe projekty przyjąć ponownie po sześciu miesiącach od negatywnej decyzji izby. Od 1931 zatwierdzał doroczny budżet kolonii oraz powoływał College van Gedelegeerden (Izbę Delegatów), mającą badać i zatwierdzać rozporządzenia władz. Jego członkowie dysponowali immunitetem. Fakt ten uczynił z Volksraadu dogodną platformę dla tej części indonezyjskich nacjonalistów, która była skłonna zaakceptować wybór do utworzonego przez Holendrów ciała. Obrady prowadzone były w języku niderlandzkim, pierwsze przemówienie na jego forum w języku indonezyjskim wygłoszono dopiero w 1938.
Ostatnie wybory do Volksraadu odbyły się w 1939. Został on zlikwidowany przez Japończyków po zajęciu przez nich Indonezji.